# Joris-Frederik Ziesel
Joris-Frederik Ziesel né en 1755 ou 1756 à Hoogstraten et mort le 26 juin 1809 à Anvers est un peintre et miniaturiste flamand.

## Biographie
Joris-Frederik Ziesel s'installe à Anvers en 1770. Il est l'ami d'Ommeganck et de Pieter Faes. Il se marie en 1780 et s'installe à Paris où il passe plusieurs années.